# Lipotriches philippinensis
Lipotriches philippinensis är en biart som först beskrevs av Cockerell 1915.  Lipotriches philippinensis ingår i släktet Lipotriches och familjen vägbin. Inga underarter finns listade i Catalogue of Life.